# Lou Donaldson

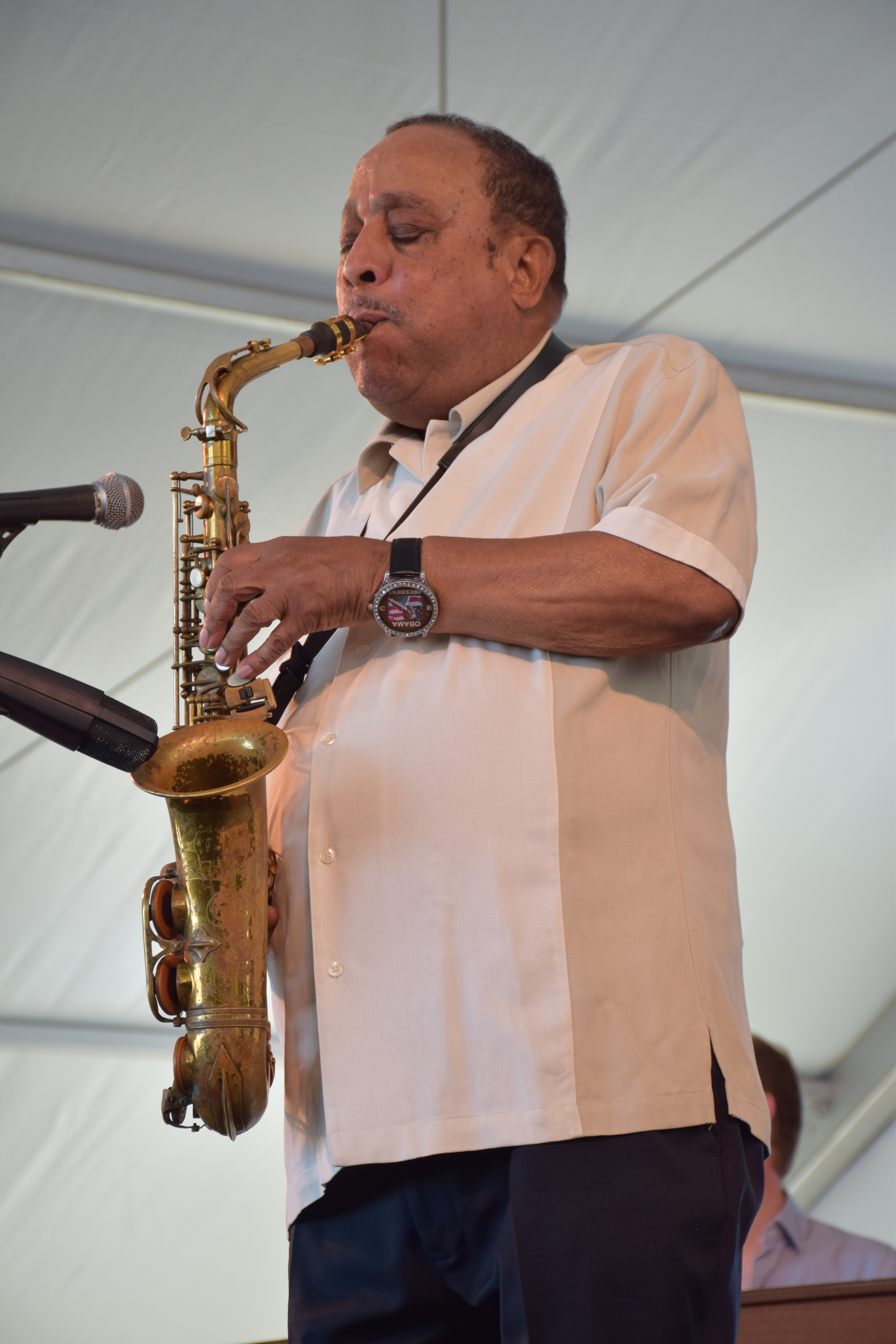
Lou Donaldson (2015)

Louis Andrew Donaldson (* 1. November 1926 in Badin, Stanly County, North Carolina; † 9. November 2024 in Daytona Beach, Florida) war ein US-amerikanischer Jazz-Altsaxophonist, Bandleader und Komponist. 
In seiner über 70-jährigen Karriere spielte er u. a. mit Milt Jackson, Thelonious Monk, Art Blakey, Jimmy Smith und George Benson. Musiker wie Horace Silver, Clifford Brown, Ray Barretto, Grant Green, Big John Patton, Lonnie Smith, Blue Mitchell und Donald Byrd machten ihre ersten Plattenaufnahmen mit Donaldson. Donaldson war ein Pionier sowohl des Hardbop als auch des Soul-Jazz und ein oft gesampelter Jazz-Musiker.
Bekannt ist er für seinen Blues Walk, den Alligator Bogaloo, den Song  Whiskey Drinkin’ Woman und den aus Everything I Do Gonna Be Funky gesampelten Ausruf „Funky-funky!“ in Cantaloop von Us3.

## Werdegang

### Jugend

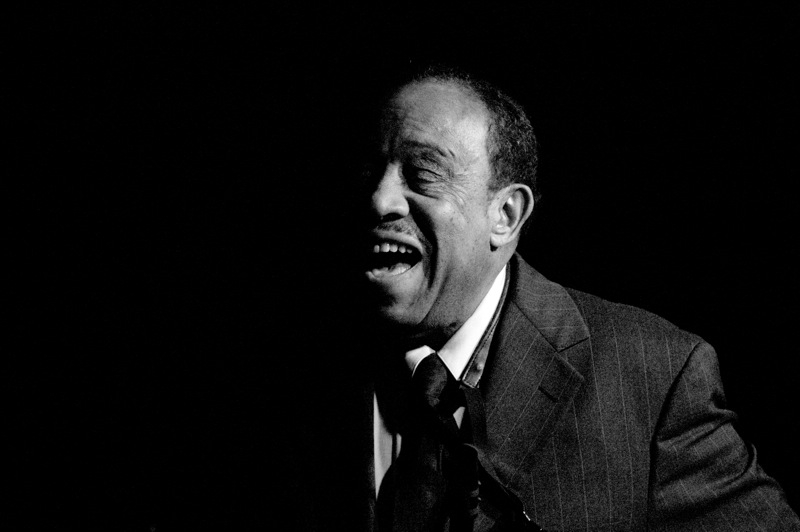
„Sweet Poppa“ Lou Donaldson (2007)

Louis A. Donaldson kam als zweites von vier Kindern in Badin zur Welt, einer Kleinstadt am Fuße der Uwharrie Mountains zwischen Greensboro und Charlotte. Seine Mutter Lucy Wallace Donaldson war eine ausgebildete Konzertpianistin; sie arbeitete als Musiklehrerin an der Badin High School und als Organistin in einer Kirche. Sein Vater Louis Andrew Donaldson senior arbeitete als Versicherungsvertreter und Pfarrer. Von Kind an litt Lou an leichtem Asthma. Mit neun Jahren bekam Lou von seiner Mutter eine Klarinette geschenkt. Im Alter von 15 Jahren spielte er im örtlichen Spielmannszug. 
Während seines Studiums an der North Carolina Agricultural and Technical State University wurde er 1945 zur Navy eingezogen. Er spielte Klarinette in der dortigen Militärjazzband, zu der auch Clark Terry gehörte, und wechselte innerhalb kürzester Zeit zum Altsaxophon. Sein großes Vorbild wurde Charlie „Bird“ Parker, der damals auf dem Höhepunkt seines musikalischen Schaffens stand. Nach Ableistung des Militärdienstes in Chicago nahm Lou Donaldson seine unterbrochene College-Ausbildung am NC A&T wieder auf und schloss diese 1948 mit einem Bachelor of Science ab. Seine Abschlussarbeit schrieb er über den musikalischen Übergang vom Swing zum Bebop. Danach strebte er eine semiprofessionelle Baseballkarriere an. Erst auf Drängen des Schlagzeugers Poppa Jo Jones zog er 1950 nach New York City, wo er zahlreiche Wochenendauftritte in den Jazz-Clubs von Harlem absolvierte.

„Bird war ein Solist. Er spielte sein eigenes Ding. Irgendwie stand er völlig für sich allein. Man konnte nichts von ihm lernen, man konnte ihn höchstens kopieren… Sonny Stitt versuchte es, wenig später Lou Donaldson und nach den beiden Jackie McLean… Ich finde, Jackie und Lou kamen Bird im Sound am nächsten, aber nicht in dem, was sie spielten. Aber wie Bird konnte keiner spielen, damals nicht und heute nicht.“

### Erste Etappe bei Blue Note (1952–1963)

#### Entdeckung und frühe Aufnahmen
Bei einem Gig in Minton’s Playhouse wurde Donaldson von Alfred Lion, dem Gründer von Blue Note Records, entdeckt. Lion engagierte Donaldson als Saxophonbegleitung im Stile Charlie Parkers für eine Plattenaufnahme des Milt Jackson Quartet, aus dem später das Modern Jazz Quartet hervorging. Am 30. Mai 1952 begleitete Donaldson eine Session von Thelonious Monk, die auf dem Blue-Note-Album Genius of Modern Music: Volume 2 enthalten ist. Zufrieden mit den Aufnahmen bot ihm Lion einen Vertrag als Solokünstler an. Es begann eine der fruchtbarsten Zusammenarbeiten des Jazzlabels. Von 1952 bis 1963 nahm Lou Donaldson für Blue Note Records drei 10″- und dreizehn 12″-LPs auf, unter anderem mit dem Perkussionisten Ray Barretto und dem Schlagzeuger Art Blakey. Donaldsons Signature-Song dieser Ära ist der Blues Walk.

#### A Night at Birdland
Lou Donaldson spielte 1954 im Art Blakey Quintet, einer kurzlebigen Vorstufe der Jazz Messengers. Dem Quintett gehörten neben Schlagzeuger Art Blakey und Pianist Horace Silver der Trompeter Clifford Brown sowie der Bassist Curly Russell an. Ein Zeugnis dieser Zusammenarbeit ist das Live-Album A Night at Birdland, das auf Blue Note Records erschien und als eines der ersten dem neuen Subgenre des Hard Bop zugerechnet wird. Das Doppelalbum wurde am 21. Februar 1954 im New Yorker Jazzclub Birdland aufgenommen. Pee Wee Marquettes Ansage des Abends (mit Vorstellung aller beteiligten Musiker) ist selbst zu einem Klassiker geworden und als Sample in Auszügen zu Beginn des Acid-Jazz-Standards Cantaloop der Formation Us3 zu hören.

“It’s the best, best-recorded session ever done live … You got the energy, the projection from the music to the people, and you can hear it on the record. It was great. It was a different kind of music. As anybody knows that plays music, sometimes you’re just into it better, you play better. Same songs every night, but it’s a different thing. Some nights a different thing.”

„Das ist die beste Livesession, die jemals aufgenommen wurde … Du kannst die ganze Energie der Leute im Raum bei der Aufnahme hören. Es war einfach großartig, eine ganz besondere Aufnahme. Jeder, der Musik macht, weiß, manchmal bist du besser, spielst einfach besser. Da spielst du jede Nacht die gleichen Songs, aber manche Nächte sind einfach besonders.“

#### Bandleader
Musiker wie Horace Silver, Clifford Brown, Ray Barretto, Grant Green, Big John Patton, Blue Mitchell, Lonnie Smith, Donald Byrd, Horace Parlan, Tommy Turrentine, Al Harewood, George Tucker, Jamil Nasser und Curtis Fuller machten als Begleitmusiker für Lou Donaldsons Band ihre ersten Plattenaufnahmen. Darüber hinaus begleitete Donaldson die Orgellegende Jimmy Smith auf mehreren frühen Alben. Von Smith übernahm er die Hammondorgel für sein Bandkonzept, denn die Orgel ließ sich auf Tourneen besser handhaben als ein Klavier und machte auch einen druckvolleren Sound.

### Zweite Etappe bei Blue Note (1967–1975)

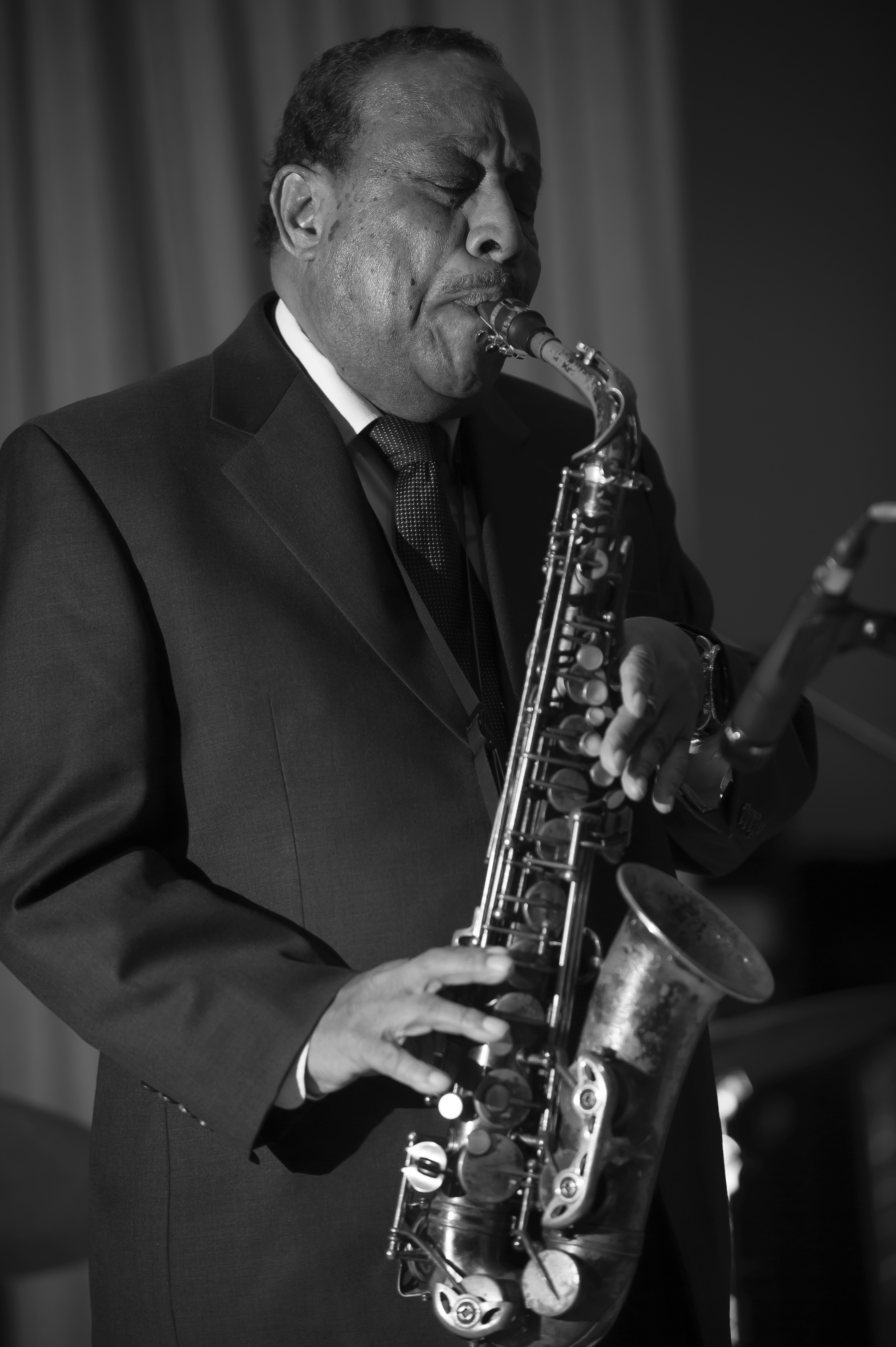
Lou Donaldson spielt in der Albright Knox Art Galerie in Buffalo (2009)

#### Sweet Slumber / Lush Life
1963 löste sich Donaldson von seinem angestammten Label und unterschrieb für vier Jahre beim Chicagoer Plattenlabel Argo-Cadet, wo er sechs Alben aufnahm, darunter Signifyin’. Als er 1967 zu Blue Note zurückkehrte, spielte er 13 weitere Alben für das Jazzlabel ein. Zum Wiedereinstieg nahm Donaldson eine Platte mit langsamen Liebesliedern auf, die er Sweet Slumber nannte und die er in der Rückschau als sein bestes Album bezeichnete. Arrangiert wurde das Album von Duke Pearson. Das Label Blue Note Records wechselte währenddessen den Eigentümer und wurde an den Konkurrenten Liberty Records verkauft. Das für Donaldson eher untypische Balladenalbum verschwand in der Schublade und wurde erst 1980 in Japan unter dem Titel Lush Life und 1986 dann auch in den USA veröffentlicht.

#### Soul-Jazz-Phase
Stattdessen nahm Donaldson ein neues Album mit komplett neuer Band auf. Hierzu holte er zwei Musiker des jungen George-Benson-Quartetts zu Blue Note: den Jazz-Gitarristen George Benson und den Organisten Lonnie Smith. Aus einer spontanen Improvisation, die unter Zeitdruck entstanden war und die freien Minuten des Albums auffüllen sollte, wurde der Alligator Bogaloo. Das Instrumentalstück ist die Auftaktnummer des gleichnamigen Albums und entwickelte sich zu Donaldsons nächstem Signature-Song. Sowohl das Album als auch die Single-Auskopplung gehören zu Donaldsons erfolgreichsten Veröffentlichungen. Gleichzeitig ist Alligator Bogaloo ein Markstein des Soul-Jazz-Genres geworden, nicht zuletzt dank des groovenden Orgelsounds von Lonnie Smith.
Motiviert durch den kommerziellen Erfolg folgten in kurzen Abständen die ähnlich eingängig konzipierten Alben Mr. Shing-A-Ling, Midnight Creeper, Say It Loud! Hot Dog und Everything I Play Is Funky. Diese Alben wurden allerdings bereits von Francis Wolff produziert, da sich der Labelgründer Alfred Lion inzwischen aus dem Musikgeschäft zurückgezogen hatte. Sowohl optisch als auch klanglich vollzog sich mit diesen mit psychedelischen Plattenhüllen versehenen Jazzalben ein Wechsel. Der Hardbop der fünfziger Jahre wich dem Soul-Jazz der sechziger Jahre, und das Klavier wurde durch eine Hammondorgel ersetzt. Neben dem „modernen“ Sound war der Einsatz der Innovation Hammondorgel vor allem dem Tourleben geschuldet, da vor Ort selten ein Konzertflügel verfügbar war.
Im Jahrestakt erschienen bis in die 1970er Jahre hinein weitere soulige Alben, die zunehmend mit funkigen Overdubs und Backgroundsängerinnen dem Zeitgeschmack angepasst wurden. Das Album Sassy Soul Strut von 1973 hatte schließlich nichts mehr mit dem Sound der Vordekade gemeinsam, und Donaldson verließ das Blue-Note-Label endgültig 1975. Seine Hits erlebten in der ersten Hälfte der neunziger Jahre durch den Boom von Acid Jazz und als Samples im Jazz-Rap ein Revival. Blue Note Records befriedigte die Nachfrage der neuen Kundschaft durch extra zusammengestellte Alben wie The Righteous Reed! The Best of Poppa Lou (1994) und Lou Donaldson – Blue Break Beats (1998).

### Spätere Jahre

#### Sweet Poppa Lou
Seinen späten Spitznamen „Sweet Poppa Lou“ erhielt Lou Donaldson von dem Radio-DJ Bob Porter. Bei einer Aufnahmesession zu Beginn der Achtziger hatte ihm Donaldson die Ballade If I Should Lose You vorgespielt. Bob Porter, dem die Aufnahme ausnehmend gut gefiel, ließ sich zu dem Ausruf der Begeisterung „Oh, Sweet Papa Lou!“ hinreißen. Das dazugehörige Album, Donaldsons erstes für Muse Records, bekam dann auch den Titel Sweet Poppa Lou (1981). Bereits 1974 hatte der Saxophonist für Blue Note eine Platte unter dem Titel Sweet Lou eingespielt.
Bis ins hohe Alter trat Donaldson live auf. Anlässlich des 75. Geburtstages von Blue Note Records im Jahr 2014 trat das Lou Donaldson Quartet in seiner erfolgreichsten Konstellation auf – mit dem Organisten Dr. Lonnie Smith. Die Band spielte die beiden Hits Whiskey Drinkin’ Woman und Alligator Bogaloo. In seiner Ansage verkündete Lou Donaldson sein Motto als Musiker – „no fusion, no confusion“ – und bezeichnete sich als ältesten Überlebenden der ursprünglichen Crew des Plattenlabels. 2015 beendete Donaldson seine musikalische Karriere.

### Familie
Donaldson war ab den 1950er-Jahren mit seiner Jugendliebe Maker Turner aus North Carolina verheiratet. Ihr hatte er die Komposition Maker’s Dream vom 1977er Album Color as a Way of Life gewidmet. Seine Frau, die auch seine langjährige Managerin war, starb 2006. Aus der Beziehung gingen zwei Töchter hervor, Lydia Tutt-Jones († 1994) und die Psychologin Dr. Carol Webster, Buchautorin und Gründerin der African American Success Foundation mit Sitz in Fort Lauderdale.
Lou Donaldson starb im November 2024 im Alter von 98 Jahren an den Folgen einer Lungenentzündung in einem Krankenhaus in Daytona Beach.

## Musikalisches Schaffen

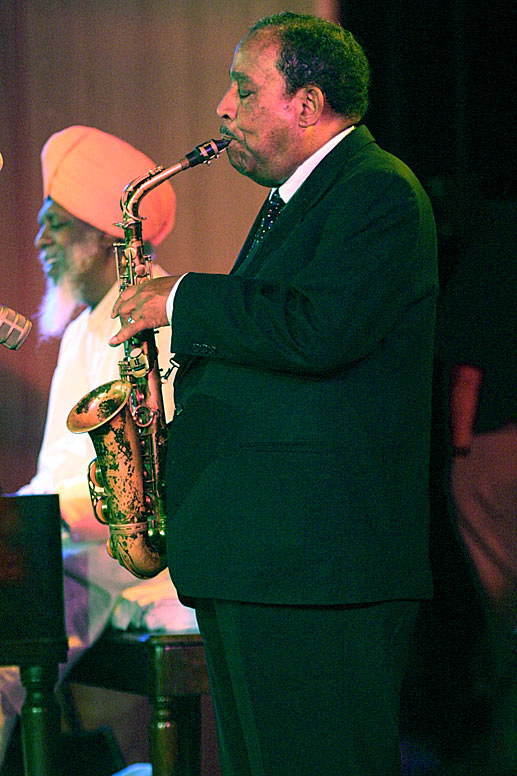
Lou Donaldson mit Dr. Lonnie Smith an der Orgel

Lou Donaldsons Spiel war von Charlie Parker kommend stets vom Blues beeinflusst. Seine musikalische Herangehensweise erklärte er 1989 so:

“Playing jazz without the blues is like cooking potatoes without salt. You have something, but it doesn’t have any flavour. The Blues are at the heart of everything I do. Even if I’ve added some Latin flavours – and I was the first to put in a conga player – it’s still the blues.”

„Jazz zu spielen ohne den Blues, ist wie Kartoffeln kochen ohne Salz. Du hast etwas, aber ohne Geschmack. Der Blues ist das Herz von allem, was ich tue. Auch wenn ich einige Latin-Essenzen hinzugefügt habe – und ich war der erste, der einen Conga-Spieler einsetzte – es ist immer noch der Blues.“

Lou Donaldson gehört auch zu den Jazzern, die Mitte der 1950er den Bebop mit Blues-Elementen zum Hardbop weiterentwickelten. In den 1960ern entwickelte er unter Zuhilfenahme von Conga (Ray Barretto), Gitarre und Hammondorgel einen eingängigen Sound, den Soul Jazz. Wohl auch deswegen zählt er zu den populärsten Jazzmusikern der Sechzigerjahre und ist auch auf vielen Best-of-Kompilationen von Blue Note Records vertreten.
Zu den Musikern, die Donaldson bei Plattensessions begleiteten, gehören namhafte Kollegen wie die E-Organisten Brother Jack McDuff, Big John Patton, Dr. Lonnie Smith, Charles Earland und Leon Spencer, die Schlagzeuger Art Blakey, Art Taylor, Grady Tate und Leo Morris/Idris Muhammad, die Trompeter Clifford Brown, Blue Mitchell, Kenny Dorham und Donald Byrd sowie die Gitarristen Grant Green, George Benson, Melvin Sparks und Jimmy „Fats“ Ponder.
Neben eigenen Stücken interpretierte er, wie in dem Genre üblich, viel von anderen, zum Beispiel Standards wie Duke Ellingtons Caravan oder George Gershwins Summertime. Anfang der 1970er Jahre wandte sich Donaldson in seiner Klangfarbe der gerade aufkommenden Funk-Musik zu und integrierte sie in sein Schaffen (Sassy Soul Strut). Bekannt geworden sind seine Jazz-Adaptionen von Curtis Mayfields If There’s Hell Below (We’re All Gonna Go) oder James Browns Say It Loud! (I’m Black And I’m Proud).

## Auszeichnungen und Ehrungen
Lou Donaldson war ab 1996 Mitglied der International Jazz Hall of Fame und ab dem 11. Oktober 2012 in der North Carolina Music Hall of Fame.
Für 2013 erhielt Donaldson nach seinen Weggefährten Horace Silver (1995), Jimmy Smith (2005), Ray Barretto (2006) und George Benson (2009) die angesehene NEA Jazz Masters Fellowship. Die mit 25 000 US-Dollar dotierte Anerkennung der staatlichen NEA-Stiftung ist die höchste Auszeichnung für Jazzmusiker in den USA.
Seit Oktober 2022 trägt ein fünf Meilen langer Abschnitt des North Carolina Highway 740 den Namen Lou Donaldson Boulevard. Der Abschnitt wurde Mitte Oktober in Gegenwart des Künstlers eingeweiht.

## Rezeption (Samples)
Mit dem Aufkommen des massenhaften Samplings im Jazz-Rap wurden auch Tonausschnitte aus Stücken von Lou Donaldson verwendet. Bekannt sind einige kurze Sprach-Samples aus Everything I Do Gonna Be Funky, die in Cantaloop von Us3 zu hören sind („Yeah!“, „What's that?“, „Funky-funky!“). Der „Funky“-Ausruf kommt von Donaldson persönlich.
- 1991: Der französische Rapper MC Solaar verwendete ein Sample aus One Cylinder (1967) für Qui Sème Le Vent Récolte Le Tempo.
- 1991: De La Soul verwendeten It’s Your Thing (1969) für Bitties in the BK Lounge (auf De La Soul Is Dead).
- 1992: A Tribe Called Quest verwendeten ein Sample aus Who’s Making Love (1969) in Hot Sex (auf Boomerang OST).
- 1992: Us3 verwendeten ein Sample aus Everything I Do Gonna Be Funky (1969) auf ihrer Single Cantaloop (Flip Fantasia).
- 1992: Dr. Dre verwendete die Drums aus Pot Belly (1970) in Rat-Tat-Tat-Tat (auf The Chronic).
- 1993: Hot Dog nutzten De La Soul für 3 Days Later (auf Buhloone Mindstate).
- 1993: Donaldsons Interpretation von Ode to Billie Joe (1967) verwendeten Cypress Hill in 3 Lil’ Putos (auf Black Sunday).
- 1993: Us3 benutzten ein Sample aus Cool Blues (1961) in It’s Like That (auf Hand on the Torch).
- 1993: Run DMC verwendeten ein Sample aus Donkey Walk (1970) in 3 in the Head (auf Down with the King).
- 1994: Madonna verwendete It’s Your Thing (1969) für I’d Rather Be Your Lover (auf Bedtime Stories).
- 1996: De La Soul benutzten Who’s Making Love (1969) für Wonce Again Long Island (auf Stakes Is High).
- 2013: Eminems Bad Guy (auf The Marshall Mathers LP 2) verwendet eine Schlagzeug-Sequenz aus Ode to Billie Joe (auf Mr. Shing-A-Ling; 1967)
- 2015: A$AP Rocky’s Song L$D (auf At.Long.Last.A$AP) verwendet ebenfalls die Schlagzeug-Sequenz aus Ode To Billie Joe (auf Mr. Shing-A-Ling; 1967)

## Filmauftritte
- 1997: In dem Dokumentarfilm Blue Note: A Story of Modern Jazz des deutschen Regisseurs Julian Benedikt hat Lou Donaldson einen kurzen Gastauftritt. Zu Beginn des 4. Kapitels stellt er sich mit den Worten vor: “My name is Louis A. Donaldson, better known to Jazz fans as Lou Donaldson.” Im Anschluss trifft er im Rudy-Van-Gelder-Studio auf den Bassisten Bob Cranshaw und andere, nicht namentlich aufgeführte Weggefährten, die den 70-Jährigen herzlich begrüßen.[25]
- 2018: It Must Schwing! The Blue Note Story, Dokumentarfilm, Regie: Eric Friedler, Produzent: Wim Wenders, Deutschland.[26]
- 2018: Blue Note Records: Beyond the Notes, Regie: Sophie Huber, Schweiz & USA.

## Diskografische Hinweise

### Bandleader
- 1952: New Faces, New Sounds (Blue Note BLP 5021), Lou Donaldson und Clifford Brown mit Elmo Hope, Percy Heath und Philly Joe Jones.
- 1952/54 (1957): Quartet/Quintet/Sextet (Blue Note BLP 1537), mit Horace Silver, Elmo Hope, Blue Mitchell, Kenny Dorham, Art Taylor und Art Blakey.
- 1957: Wailing with Lou (Blue Note BLP 1545), mit Donald Byrd, Herman Foster, Peck Morrison und Art Taylor.
- 1957: Swing and Soul – Lou Donaldson, Vol. 3 (Blue Note BLP 1566), mit Herman Foster, Peck Morrison, Dave Bailey und Ray Barretto.
- 1957: Lou Takes Off (Blue Note BLP 1591), mit Donald Byrd, Curtis Fuller, Sonny Clark, Jamil Nasser und Art Taylor.
- 1958: Blues Walk (Blue Note BLP 1593), mit Herman Foster, Peck Morrison, Dave Bailey und Ray Barretto.
- 1959: LD + 3 (Blue Note BLP 4012), Lou Donaldson zusammen mit Gene Harris und The Three Sounds.
- 1959: The Time Is Right (Blue Note BLP 4025), mit Horace Parlan, Peck Morrison, Dave Bailey, Ray Barretto.
- 1960: Sunny Side Up (Blue Note BLP 4036), mit Horace Parlan, Bill Hardman, Laymon Jackson, Sam Jones und Al Harewood.
- 1960 (1980): Midnight Sun (Blue Note LT-1028), mit Horace Parlan, George Tucker, Al Harewood und Ray Barretto.
- 1961: Here 'Tis (Blue Note BLP 4066), mit Baby Face Willette, Grant Green und Dave Bailey.
- 1961: Gravy Train (Blue Note BLP 4079), mit Herman Foster, Ben Tucker, Dave Bailey und Alec Dorsey
- 1961/1963 (1999): A Man With a Horn (Blue Note 21436), mit Brother Jack McDuff, Grant Green, Joe Dukes, Irvin Stokes, Big John Patton und Ben Dixon.
- 1962: The Natural Soul (Blue Note BLP 4108), mit Tommy Turrentine, Big John Patton, Grant Green und Ben Dixon.
- 1963: Good Gracious! (Blue Note BLP 4125), mit John Patton, Grant Green und Ben Dixon.
- 1963: Signifyin’ (Argo Records, Cadet Records LP 724), mit Tommy Turrentine, Big John Patton und Ben Dixon.
- 1964: Possum Head (Argo) mit Big John Patton und Ben Dixon.
- 1964: Cole Slaw (Argo LP 747) mit Ray Barretto.
- 1964 (1965): Rough House Blues (Cadet LP 768), mit Grady Tate und Oliver Nelson.
- 1965: Musty Rusty (Cadet LP-759), mit Ben Dixon, Grant Green, William Gardner und Bill Hardman.
- 1965 (1970): Fried Buzzard (Cadet), mit Leo Morris.
- 1966: Lou Donaldson at His Best (Cadet LPS 815), mit Grady Tate, Calvin Newborn, William Gardner und Bill Hardman.
- 1967 (1980/1986): Sweet Slumber / Lush Life (Blue Note [J] GXF 3068), mit Freddie Hubbard, Garnett Brown, Wayne Shorter, Al Harewood, Duke Pearson und weiteren.
- 1967: Alligator Bogaloo (Blue Note BLP 4263), mit Melvin Lastie, George Benson, Lonnie Smith und Leo Morris.
- 1967: Mr. Shing-A-Ling (Blue Note BLP 4271), mit Blue Mitchell, Jimmy „Fats“ Ponder, Lonnie Smith und Leo Morris.
- 1968: Midnight Creeper (Blue Note BST 84280), mit Blue Mitchell, George Benson, Lonnie Smith und Idris Muhammad.
- 1968: Say It Loud! (Blue Note BST 84299), mit Blue Mitchell, Jimmy „Fats“ Ponder, Charles Earland und Idris Muhammad.
- 1969: Hot Dog (Blue Note BST 84318), mit Ed Williams, Melvin Sparks, Charles Earland und Idris Muhammad.
- 1969: Everything I Play Is Funky (Blue Note BST 84337), mit Blue Mitchell, Melvin Sparks, Lonnie Smith, Jimmy Lewis, Idris Muhammad.
- 1970: Pretty Things (Blue Note BST 84359), mit Blue Mitchell, Ted Dunbar, Leon Spencer und Idris Muhammad.
- 1971: Cosmos (Blue Note BST 84370)
- 1972: Sophisticated Lou (Blue Note BN-LA 024-G)
- 1973: Sassy Soul Strut (Blue Note BN-LA 109-F), mit Thad Jones u.v. a.m.
- 1974: Sweet Lou (Blue Note BN-LA 259-G)
- 1976: A Different Scene (Cotillion SD 9905)
- 1977: Color as a Way of Life (Cotillion SD 9915)
- 1980: Wee Small Hours / Red Garland (Full House [J] PAP 9211)
- 1980: Fine and Dandy / Lou Donaldson, Red Garland (Lobster [J] LFA 1060)
- 1981: Sweet Poppa Lou (Muse MR 5247), mit Herman Foster, Calvin Hill, Idris Muhammad und Ralph Dorsey.
- 1981: Forgotten Man (Timeless [H] SJP 153), mit Herman Foster, Geoff Fuller und Victor Jones.
- 1982: Lessons in Living / Mose Allison (Elektra/Musician E1 60237)
- 1982: Back Street (Muse MR 5292)
- 1984: Lou Donaldson Live in Bologna (Timeless [H] SJP 202), mit Herman Foster, Jeff Fuller und Victor Jones.
- 1990: Lou Donaldson Plays The Right Thing (Milestone M 9190), mit Lonnie Smith, Peter Bernstein, Bernard Purdie und Ralph Dorsey
- 1992: Birdseed (Milestone M 9198)
- 1993: Caracas (Milestone), mit Lonnie Smith und Peter Bernstein.
- 1995: Sentimental Journey (Columbia), mit Lonnie Smith.

### Begleitmusiker
- 1952: Milt Jackson: Wizard of the Vibes (Blue Note BLP 5011)
- 1952: Thelonious Monk: Genius Of Modern Music: Volume 2 (Blue Note BLP 1511)
- 1953: Clifford Brown: Memorial Album (Blue Note BLP 1526)
- 1953: Kenny Dorham: 1953, 1956, 1964 (Royal Jazz [D] RJD 515)
- 1953: Horace Silver Quartet with Lou Donaldson: Live In New York 1953 (Solar, 2014)
- 1954: Art Blakey Quintet: A Night at Birdland, Vol. 1 & 2 (BLP 1521/1522)
- 1954 (1962): Art Blakey: Live Messengers / Art Blakey (Blue Note BN-LA 473-J2)
- 1957: Jimmy Smith: A Date with Jimmy Smith (Vol. 1 & 2) (Blue Note BLP 1547/1548)
- 1957: Jimmy Smith: Jimmy Smith Trio + LD (Blue Note [J] BNJ 61013)
- 1958: Jimmy Smith: The Sermon! (Blue Note BLP 4011)
- 1958: Jimmy Smith: Cool Blues (Blue Note LT 1054)
- 1963: Jimmy Smith: Rockin' the Boat (Blue Note BLP 4141)

### Zusammenstellungen
- 1994: The Righteous Reed! The Best of Poppa Lou (Blue Note)
- 1994: The Best of Lou Donaldson, Vol. 2: The Blue Note Years
- 1998: Lou Donaldson – Blue Break Beats (Blue Note)
- 2002: The Complete Blue Note Lou Donaldson Session 1957–1960 (Mosaic Records, 6 CDs) mit Donald Byrd, Herman Foster, Peck Morrison, Art Taylor, Dave Bailey, Ray Barretto, Curtis Fuller, Sonny Clark, Gene Harris, Andrew Simpkins, Bill Dowdy, Blue Mitchell, Horace Parlan, Bill Hardman und Sam Jones.